# Хотелът на тайните
„Хотелът на тайните“ (на испански: El hotel de los secretos) е мексиканска теленовела от 2016 г., продуцирана от Роберто Гомес Фернандес и режисирана от на Ана Лорена Перес-Риос и Франсиско Франко за Телевиса. Адаптация е на испанския сериал Гранд хотел, създаден от Рамон Кампос и Хема Р. Нейра.
В главните роли са Ирене Асуела и Ерик Елиас, а в отрицателните – Диана Брачо, Хорхе Поса и Илсе Салас. Специално участие вземат актьорите Доминика Палета, Даниела Ромо и Клаудия Рамирес, както и първите актьори Кета Лават, Силвия Марискал и Хуан Ферара.

## Сюжет
Младият мъж от скромен произход Хулио Олмедо пътува до „Гран хотел“, разположен в покрайнините на село Канталоа, за да посети своята сестра-близначка Кристина, която е престанала да му пише преди няколко месеца. Там, Хулио ще разбере, че никой не е виждал сестра му вече повече от месец. Случват се поредица от убийства в селото, по същото време когато изчезва и Кристина Олмедо. Хулио решава да остане като сервитьор и да разследва изчезванията им. От този момент, любов, мистерия, смърт и предателство ще присъстват във всеки епизод.

## Актьори
Част от актьорския състав:
- Ирене Асуела – Исабел Аларкон
- Ерик Елиас – Хулио Олмедо
- Диана Брачо – доня Тереса вдовица де Аларкон
- Хорхе Поса – Диего Монтехо
- Доминика Палета – София Аларкон де Вергара
- Алехандро де ла Мадрид – Алфредо Вергара
- Даниела Ромо – Анхела Гомес вдовица де Салинас
- Пабло Крус Гереро – Фелипе Аларкон
- Клаудия Рамирес – Сесилия Гайтан
- Кета Лават – Нена Лимантур
- Карлос Ривера – Андрес Салинас Гомес
- Илсе Салас – Белен Гарсия
- Хесус Очоа – детектив Серапио Аяла

## Премиера
Премиерата на Хотелът на тайните е на 11 април 2016 г. по Canal de las Estrellas. Последният 81. епизод е излъчен на 31 юли 2016 г.